# Gustave-Maximilien-Juste de Croÿ-Solre
Gustave-Maximilien-Juste de Croÿ-Solre (ur. 12 września 1773 w Rennes, zm. 1 stycznia 1844 w Rouen) – francuski duchowny katolicki, kardynał, arcybiskup Rouen, Par Francji.
Pochodził z arystokratycznego rodu. Święcenia kapłańskie przyjął 3 listopada 1797 w Wiedniu. 23 września 1819 został wybrany biskupem Strasburga. Sakrę biskupią otrzymał 9 stycznia 1820 z rąk arcybiskupa Jean-Charles’a de Coucy'ego (współkonsekratorami byli biskupi Jules de Clermont-Tonnerre i Jean-Baptist-Marie-Anne-Antoine de Latil). W latach 1821–1830 był Wielkim Jałmużnikiem Francji. 17 listopada 1823 objął stolicę metropolitalną Rouen, na której pozostał już do śmierci. 21 marca 1825 Leon XII wyniósł go do godności kardynalskiej z tytułem prezbitera S. Sabinae. Wziął udział w konklawe wybierających Piusa VIII i Grzegorza XVI.